# 朱莉娅·莱特洛
朱莉娅·珍妮尔·莱特洛（英語：Julia Janelle Letlow，1981年3月16日—）自2021年起担任美国路易斯安那州国会众议员。她是路易斯安那州第一位女性的共和党籍议员。

## 早年生活和教育
莱特洛于1981年3月16日出生于路易斯安那州门罗，原名朱莉娅·珍妮尔·巴恩希尔。她毕业于瓦希塔基督教高中。她于路易斯安那州门罗大学获得了文学士和文学硕士学位，并于2021年在南佛罗里达大学获得了哲学博士学位。她的博士生导师是简·乔根森。

## 政治立场

### 移民
朱莉娅·莱特洛对拜登政府在路易斯安那州释放被拘移民的行为表示谴责，她还写道：“我和路易斯安那州代表团的其他成员一起，要求对这一情况作出彻底和完整的解释，并敦促政府立即停止释放这些人。”

### 基础建设
2021年7月，茱莉亚在接受KNOE-TV电视台采访的时候表示，没有什么比一场疫情更能说明农村宽带的重要性，并且农村宽带能够提供更优质的教育和医疗服务。